# Limnologia
La limnologia  (dal greco λίμνη "límne" = acqua stagnante e λόγος "logos" = studio) è quella branca dell'idrologia che studia le acque continentali (o acque interne).

## Definizione

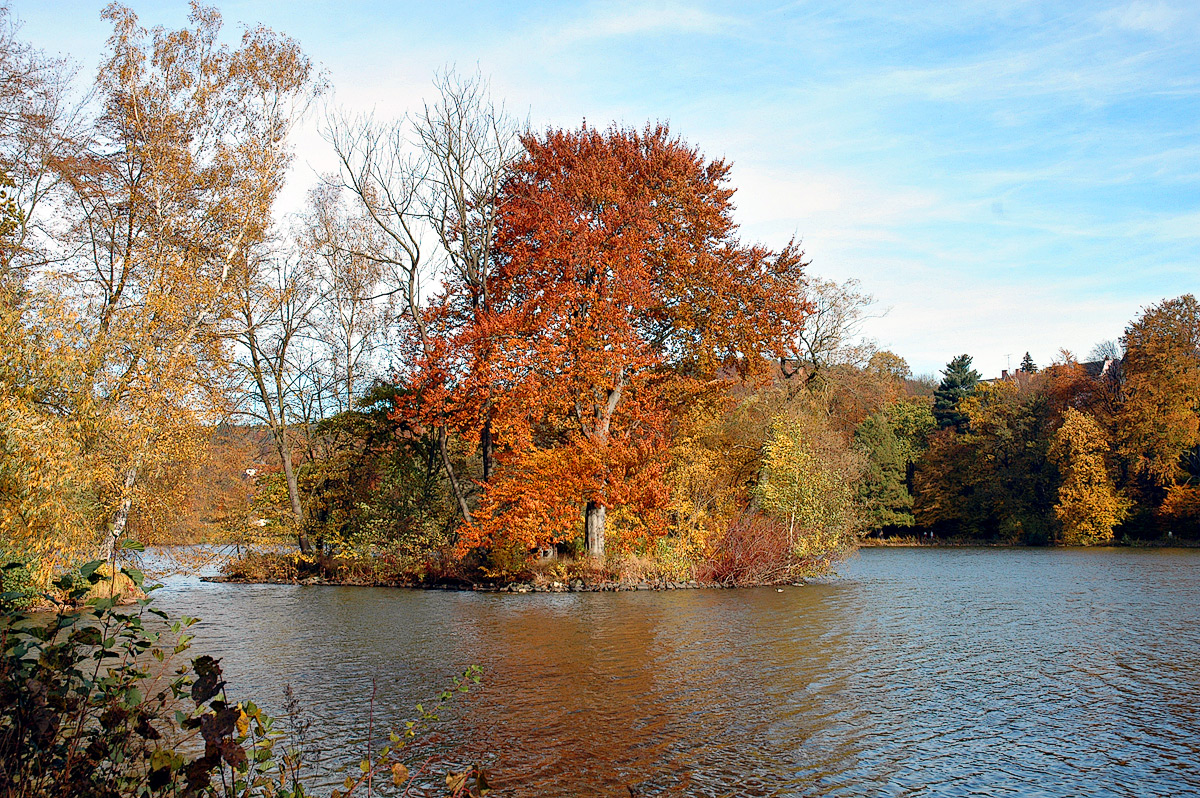
Uno stagno, esempio di ambiente lentico.

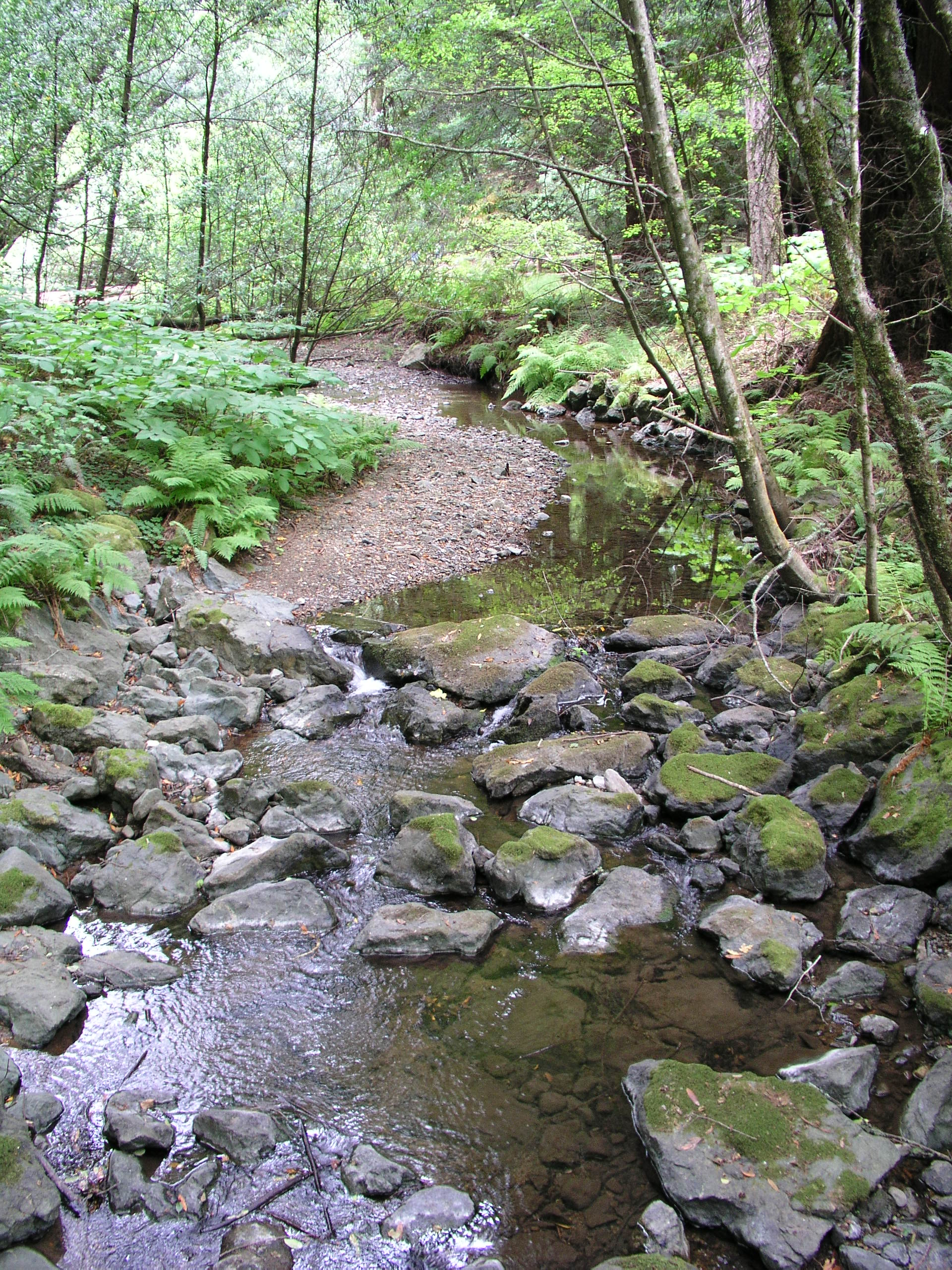
Un ruscello, esempio di ambiente lotico.

Scopo della limnologia in senso stretto è lo studio delle caratteristiche chimiche, fisiche e biologiche delle acque ferme o con moto inapprezzabile (i cosiddetti "ambienti lentici": laghi, paludi, stagni, ecc.), sia delle acque dolci sia di quelle salate. Secondo alcuni, a dispetto dell'etimologia, il campo della limnologia include anche lo studio delle acque correnti (i cosiddetti "ambienti lotici": ruscelli, torrenti, fiumi); lo studio di questi ultimi viene definito anche "potamologia". La limnologia è in ogni modo una scienza sintetica, che coordina e organizza la cooperazione di numerose altre scienze (fisica, chimica, biologia, botanica, zoologia, ecologia, ecc.) e si sforza di integrarne i risultati entro un quadro generale.
La limnologia deve essere differenziata dall'idrobiologia, la branca della biologia si occupa degli organismi viventi, animali o vegetali, che vivono nelle acque continentali.
In base alla Convenzione di Ramsar (1971), la limnologia è uno dei criteri di individuazione delle zone umide di importanza internazionale.

## Storia
L'inizio dello studio della limnologia viene attribuito a François-Alphonse Forel (1841-1912) il pioniere degli studi sui laghi, in particolare sul lago di Ginevra. A conclusione della sua opera principale (Le Léman) Forel affermava che la limnografia era l'oceanografia dei laghi, essendo analoghi i campi di studio delle due discipline, i problemi delle masse d'acqua dormienti e gli esseri viventi che vivono in esse. Fra i precursori tuttavia occorre indicare nel XVIII secolo gli italiani Luigi Ferdinando Marsili (1658–1730), Lazzaro Spallanzani (1729–1799) e Alessandro Volta (1745–1827). Marsili, noto anche come uno dei padri dell'oceanografia, nel biennio 1724-1725 compì importanti studi sulle caratteristiche morfologiche, fisiche e biologiche del lago di Garda; Spallanzani studiò i laghi di Averno e di Agnano; Volta, che nel 1804 venne nominato Magistrato delle acque, studiò le caratteristiche termiche delle acque del lago di Como. Steven Forbes ("Il lago come microcosmo", 1887) sottolineava come il lago rappresenti un ecosistema ("microcosmo") più ristretto e con confini maggiormente delimitati rispetto ad altri, divenendo di conseguenza più facilmente utilizzabile per la ricerca. Lo studio delle caratteristiche dei laghi ebbe quindi un ruolo guida nello sviluppo dell'ecologia, come testimonia il caso italiano della limnologa Rina Monti, prima donna ad aver ottenuto una cattedra universitaria nel Regno d'Italia, che documentò la distruzione del plancton a causa dell'inquinamento industriale del Lago d'Orta.
Nella successiva storia scientifica venne verificato che un lago rappresenta un ecosistema comunque mutevole e influenzato dagli altri ecosistemi contigui. Inoltre i risultati ottenuti, proprio a causa delle diverse caratteristiche di ciascun singolo lago, non potevano essere utilmente applicati a ecosistemi di tipo diverso. Gli studi si sono in seguito sviluppati utilizzando le osservazioni fatte per la predizione delle trasformazioni subite per influsso dell'ambiente circostante e applicati nella gestione delle acque interne e come indicatori per i più generali problemi dell'inquinamento.